# Лавский сельсовет
Лавский сельсовет — сельское поселение в Елецком районе Липецкой области Российской Федерации.
Административный центр — деревня Казинка.

## История
Статус и границы сельского поселения установлены Законом Липецкой области от 23 сентября 2004 года № 126-ОЗ «Об установлении границ муниципальных образований Липецкой области»

## Население
| 2010  | 2012  | 2013  | 2014  | 2015  | 2016  | 2017  |
| ----- | ----- | ----- | ----- | ----- | ----- | ----- |
| 3053  | ↗3076 | ↗3101 | ↗3144 | ↘3111 | ↘3071 | ↘3068 |
| 2018  | 2021  |       |       |       |       |       |
| ↗3086 | ↗3149 |       |       |       |       |       |

## Состав сельского поселения
| № | Населённый пункт | Тип населённого пункта          | Население |
| - | ---------------- | ------------------------------- | --------- |
| 1 | Казинка          | деревня, административный центр | 1532      |
| 2 | Лавы             | село                            | ↘1496     |